# 大和證券集團本社
大和證券集團本社（日语：株式会社大和証券グループ本社）是日本的一家金融控股公司，持有日本主要證券公司之一的大和证券。

## 历史

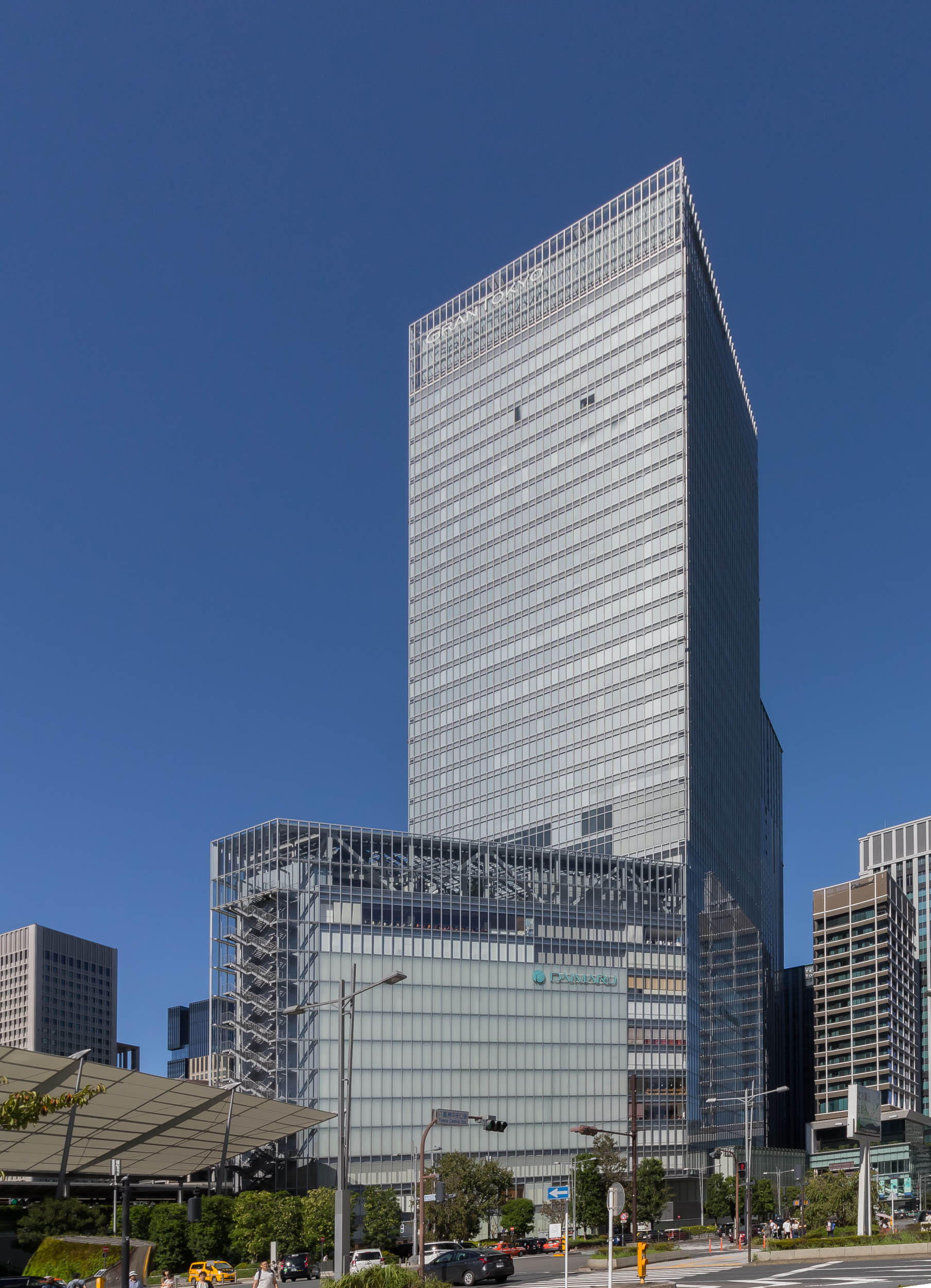
大和證券集團本社所在地GranTokyo北塔

大和證券集團本社是東京證券交易所第一部的上市公司，旗下有大和總研等企業，是日本僅次於野村證券的第二大證券集團。

## 関連項目
- 大和銀行

## 外部連結
- 大和証券グループ本社 （页面存档备份，存于） - 官方網站
- 大和日英基金 （页面存档备份，存于）